# 韩褒
韓褒（498年—570年12月7日），字弘显，燕州昌平郡若水县（今北京市昌平区）人，北魏、西魏、北周官员。

## 生平
韓褒的祖父韩瑰是北魏镇西将军、平凉郡太守，安定郡公，父亲韩演是北魏征虏将军、中散大夫、恒州刺史。
韩褒从小就有志向，喜欢学习却不拘泥于章句，老师觉得奇怪而问他，韩褒回答说：“文字之间，常常受到教诲诱导。但是争论比较异同，请老师任凭我自己的喜好”。老师因此非常看重他。韩褒成人后，学习经史典籍，深沉有远略。北魏建明年间，韩褒以奉朝请为起家官，加号强弩将军。太昌年间，韩褒升任前将军、太中大夫。
恰逢北魏末年大乱，韩褒前往夏州避难。当时宇文泰担任夏州刺史，向来听说韩褒的名声，以客人的礼节对待韩褒。贺拔岳被侯莫陈悦杀害后，贺拔岳部下各位将军派使者迎接宇文泰。宇文泰向韩褒询问如何确定去留，韩褒说:“如今皇室衰落，天下混乱，刺史您天赋英俊雄武，用恩惠团结了将士人心。贺拔公突然遇害，人心惶恐惊骇，寇洛自知平庸低下懦弱无能，委身而寄托于刺史您。如果控制兵权，占据关中之地，这是上天所授，还疑虑什么！而且侯莫陈悦作乱而迅速自取其祸，他不是乘胜进取平凉，反而自行逃跑，把军队带到水洛城扎营。他的眼光见识如同井底之蛙，刺史您前往必定可以将他擒获。非凡的功勋，就在此一举。时机难以得到却容易失去，诚心希望刺史您认真考虑。”宇文泰接受了韩褒的建议。
永熙三年（534年），宇文泰举荐韩褒出任大行台左丞、大丞相府录事参军，赐姓俟吕陵氏，封三水县开国男，食邑一百户。大统元年（535年），韩褒加中军将军、银青光禄大夫，增加食邑二百户，进爵为子爵。大统二年（536年），南梁军队向北侵犯商洛地区，东魏又进攻樊邓，于是任命韩褒为镇南将军、丞相府从事中郎，转任左府司马，出镇淅郦。
大统三年（537年），高欢率军渡过黄河向西魏发动进攻，部队推进到沙苑，韩褒向宇文泰建议率军渡过渭河，摆出置之死地的架势对抗东魏，西魏赢得沙苑之战。沙苑之战后，韩褒又率军前往西夏州，谎称已经擒获了高欢，西夏州刺史张琼的部下许和杀死张琼归附西魏。韩褒因功增加食邑三百户，总计六百户，进爵为伯。
韩褒外任卫大将军、北雍州刺史。北雍州北面为山区，有很多盗贼。韩褒秘密的访问得知，盗贼都是当地豪族所为，于是假装不知道，对待豪族十分礼遇。韩褒对他们说:“我这刺史是从书生起家，怎么会知道如何剿除盗贼。只好依赖你们大家与我共同分忧。”韩褒于是将所有在乡里为患的凶狠狡黠年轻人召集起来，任为主帅，分管各地界。如果发生盗贼之事而没有擒获盗贼，当事人就处以故意放纵之罪。于是被任命为主帅的人，没有谁不惶恐害怕。这些人叩头承认:“以前那些盗贼之事，都是我们做的。”所有同伙，都列出姓名。有些逃亡隐匿的，也全告知其所在之处。韩褒将盗贼名单收藏好，随后在州门上张贴巨大榜文:“认识到自己所犯盗贼之事的，迅速前来自首，可以免罪。在本月之内不自首的，公开行刑，陈尸于众，妻子儿女没入官府为奴，用以奖赏先自首的人。”旬日之间，全部盗贼都自首完毕。韩褒对照名单，没有一点差异，将这些人全部免去罪行，让其改过自新，从此盗贼絶迹。大统五年（539年），韩褒受征召入朝担任给事黄门侍郎。大统九年（543年），韩褒升任侍中。
大统十年（544年），韩褒出任太仆卿。大统十二年（546年），韩褒外任使持节、都督西凉州诸军事、卫大将军、西凉州刺史。羌胡的风俗是轻视贫困弱小者，推崇豪富之家。豪富之家又欺凌剥夺小民，将之视为奴仆。所以贫困者越来越穷，富豪者越来越富。韩褒于是招募穷人担任士兵，优待其家庭，免除徭役赋税，又调富人财物救济贫困者。每当西域的货物和商人来到，韩褒先让贫困者进行交易。于是西凉州贫富逐渐均衡，户口增加很多。大统十六年（550年），韩褒加大都督、代理凉州刺史。西魏废帝元年（551年），韩褒出任使持节、车骑大将军、仪同三司、大都督、会州诸军事、会州刺史。周二年（558年），韩褒加骠骑大将军、开府，进爵为侯。武成元年（559年），韩褒被征召出任出任大吏部。武成三年（561年），韩褒转任大御伯。
保定二年（562年），韩褒转任司会。保定三年（563年），韩褒外任汾州诸军事、汾州刺史。该州北面与太原郡相连接，正对着千里径。以前齐军经常入侵，造成百姓农业荒废，前后刺史都无法防御。韩褒来后，正遇齐军来犯，韩褒于是不带兵到下属各县。汾州各地因为没有来得及防备，所以很多人遭到抢掠。齐人高兴而相互说:“汾州不知道我们前来，事先没有调集军队。现在我们回去，肯定是无法追击我们。”齐军因此放松警惕，不设置营寨。韩褒预先准备好精锐士兵，埋伏在北山中，分兵占据险要，拦截其回归之路。乘着齐军松懈，伏兵进攻，全部加以擒获。以前的惯例，擒获的俘虏都囚送京城。韩褒为此而上奏说:“擒获的贼众数量不多。俘获后再加以侮辱，只会增加他们的忿恨。请求全都放回，以德报怨。”周武帝诏令同意。从此以后来犯的军队越来越少。保定四年（564年），周军东征北齐，韩褒转任河州等三州诸军事、河州刺史。天和二年（568年），韩褒增加食邑五百户，总计一千六百户。同年，韩褒出任凤州刺史，增加食邑三百户，总计一千九百户，进爵为公。不久韩褒因为年老而申请离职，周武帝诏令同意。天和五年（570年），韩褒回朝出任少保。
韩褒先后为三位皇帝效力，以忠厚而被赏识，周武帝对他很是尊敬和器重，常常以老师之礼对待。韩褒每次入朝觐见，周武帝都诏令赐给韩褒座位，然后开始讨论政事。天和五年十月廿四日（570年12月7日），韩褒去世，虚岁七十三，周武帝诏令赠予韩褒原本的官职，加燕岐泾三州诸军事、燕州刺史，三水县公如故，谥号贞公。天和六年正月廿三日（571年3月5日）葬于万年县界羊牧原。

## 其他
吉林大学文学院中国史系、历史研究院陈鹏副教授指出，获赐“虏姓”者往往编排谱系，将自家塑造成拓跋鲜卑姓族后裔。比如韩褒，赐姓俟吕陵氏。俟吕陵氏，或作“俟吕邻氏”。《元和姓纂》曰：“俟吕邻，改为吕氏。”《通志·氏族略》曰：“俟吕陵氏，改为吕氏。周赐韩褒姓俟吕陵。”据此，俟吕陵氏显非韩褒家族旧姓。然《俟吕陵褒（韩褒）墓志》记载：俟吕陵，国姓，出自漠北匹也头辱纥酋长之胄焉。魏并州刺史、北平公斤曾孙，魏泾州刺史、安定公瓌孙，魏大都督、河州金城郡守、长乡子演仲子，魏灵泾东秦三州刺史、仪同三司、彭城伯惠公悦长弟。所谓“国姓”，即拓跋鲜卑“三十六国”“九十九姓”。墓志显然将韩褒家族视作俟吕陵氏后裔，即“匹也头辱纥酋长之胄”。然墓志载韩褒先世，不无可讨论之处：墓志载韩褒祖瓌、父演，见于《周书》《北史》本传；而韩褒曾祖“魏并州刺史、北平公斤”，却不无疑问。在《元和姓纂》《新唐书·宰相世系表》《古今姓氏书辩证》中，韩褒高祖被追溯为北魏鲁阳侯韩延之。照此说，“北平公斤”为韩延之子。然而考察《魏书》 《北史》之《韩延之传》，韩延之子嗣并无“韩斤”。《元和姓纂》《新唐书·宰相世系表》《古今姓氏书辩证》之说，不排除是唐代韩氏家族追溯，未必属实，但至少表明，唐代韩氏谱系记忆中没有“北平公斤”一代。“北平公斤”的名讳具有较强的北族色彩，似乎与韩氏汉人身份不符，其爵位北平公，与子“安定公瓌”亦存在矛盾。陈鹏怀疑，“北平公斤”实为俟吕陵氏，而非韩氏，是韩褒获赐姓氏后，将自家谱系与北魏俟吕陵氏嫁接起来的结果。韩褒之子的《韩恒贵墓志》、其孙的《韩仲良碑》皆未提及“北平公斤”，仅追溯至韩演；唐代韩氏谱系（《元和姓纂》《新唐书·宰相世系表》）也不载“北平公斤”。可能是韩氏恢复汉姓后，不再将“俟吕陵斤”视作自家先祖。

## 家庭

### 曾祖
- 韩斤，北魏并州刺史、北平公[1]

### 祖父
- 韩瑰，北魏泾州刺史、安定公[1]

### 父亲
- 韩演，北魏大都督、河州金城郡太守、长乡子[1]

### 兄弟
- 韩悦，北魏灵泾东秦三州刺史、仪同三司、彭城伯、惠公[1]

### 子女
- 韩恒贵，隋朝大都督、东宫左亲卫、三水县公[1]
- 韩继伯，隋朝仪同三司、骠骑将军、卫尉少卿、金崖县开国公[1]

## 延伸阅读
[在维基数据编辑]
 《周書/卷37》，出自令狐德棻《周書》
 《北史·卷070》，出自李延壽《北史》